# Valeria Echever
Valeria Echever est une karatéka équatorienne née le 3 décembre 1992 à Guayaquil. Elle a remporté la médaille d'or en kumite plus de 68 kg aux Jeux panaméricains de 2015 à Toronto après une médaille de bronze dans la même catégorie aux championnats panaméricains de karaté 2012 à Managua.